# نیسل فون کانتزوف
نیسل فون کانتزوف (انگلیسی: Nils von Kantzow؛ ۳۰ اوت ۱۸۸۵ – ۷ نوامبر ۱۹۶۷) ژیمناست هنری اهل سوئد بود.
وی در مسابقات کشوری و بین‌المللی در مجموع برندهٔ ۱ مدال طلا شده‌است.